# Bill Shorten
William Richard "Bill" Shorten (sinh ngày 12 tháng 5 năm 1967) là Lãnh tụ đối lập và lãnh tụ đảng Lao động trong Quốc hội Úc trong suốt nhiệm kỳ 2013-2016. Ông đang là người đứng đầu đảng Lao động nhằm hạ bệ chính phủ của Liên đảng Tự do/Quốc gia do Malcolm Turnbull tại cuộc bầu cử liên bang năm 2016 vừa mới diễn ra ngày 2 tháng 7 vừa qua.
Sau khi đảng Tự do bị đánh bại tại cuộc bầu cử liên bang năm 2007, Shorten trúng cử làm dân biểu Hạ viện đại diện khu vực Maribyrnong tiểu bang Victoria và ngay lập tức được bổ nhiệm làm thư ký quốc hội. Sau cuộc cuộc bầu cử năm 2010 ông tiếp tục được đề bạt vào Nội các làm Bộ trưởng Ngân khố và Bộ trưởng Tài chính và Hưu bổng trong chính phủ của bà Julia Gillard. Kể từ tháng 6 năm 2013 ông chuyển sang đảm nhiệm các chức Bộ trưởng Giáo dục và Bộ trưởng Quan hệ nơi làm việc cho đến khi chính phủ Kevin Rudd bị giải tán vào cuối năm đó. Trước khi vào Quốc hội, ông đã từng là Tổng thư ký Công đoàn Úc từ năm 2001 đến 2007. Ông cũng đồng thời là Chủ tịch Đảng Lao động tại bang nhà Victoria.